# كورينا دينتوني
كورينا دينتوني (بالإيطالية: Corinna Dentoni)‏ مواليد 30 يوليو 1989 في بييتراسانتا، هي لاعبة كرة مضرب إيطالية بدأت مسيرتها كمحترفة سنة 2004 تلعب باليد اليمنى وتحتل حالياً المرتبة رقم. 439 (14 ديسمبر 2015) في تصنيف رابطة محترفات كرة المضرب. أعلى تصنيف لها في الفردي كان المركز الـ 132 في سنة 2009.

## روابط خارجية
- كورينا دينتوني على موقع رابطة محترفات التنس (الإنجليزية)
- كورينا دينتوني على موقع الاتحاد الدولي لكرة المضرب (الإنجليزية)
- كورينا دينتوني على موقع خلاصة التنس.كوم (الإنجليزية)
- كورينا دينتوني على موقع إي إس بي إن.كوم (الإنجليزية)